# Åke Johansson (Musiker)
Åke Johansson (* 30. Januar 1937 in Borås; † 19. März 2011 ebenda) war ein schwedischer Jazzpianist.

## Leben
Åke Johansson war von Geburt an blind und besuchte ab 1944 eine Schule für Sehbehinderte in Stockholm; in seiner frühen Jugend war er Organist. Unter dem Eindruck eines Louis-Armstrong-Konzerts 1949 kam er mit dem Jazz in Berührung. Sein stilistisches Vorbild war zunächst Earl Hines, bis Bebopmusiker wie Charlie Parker, Bud Powell, dann Lennie Tristano und Lee Konitz seine Haupteinflüsse wurden. Anfang der 1950er Jahre trat er in der Clubszene von Stockholm auf und spielte auch in Dixieland-Bands und Vergnügungsparks; 1956 kehrte er in seinen Geburtsort Borås zurück, wo er als Klavierstimmer und Musiker arbeitete; daneben spielte er im Anders Söderling Trio. In den 1960er und 1970er Jahren begleitete er gastierende Musiker wie Archie Shepp, Dexter Gordon, Chet Baker, James Moody, Toots Thielemans, Art Farmer, Doc Cheatham, Rolf Ericson, Cecil Payne, Leo Wright und Lucky Thompson; in den 1970er Jahren ging er mit Lars Gullin auf Tourneen.
1974 entstand sein Debütalbum Monday Date; in den 1980er und 1990er Jahren nahm er eine Reihe von Alben auf, darunter eines mit Chet Baker und Toots Thielemans. Daneben wirkte er bei Aufnahmen des Contemporary Bebop Quintett mit Bosse Broberg sowie von Stefan Isakson, Kjell Jansson, Anders Lindskog, Opposite Corner, Sune Spångberg und Ulf Wakenius mit.

## Preise und Auszeichnungen
Johansson wurde u. a. 1988 mit dem Gyllene Skivan (für sein Album Encore) und 1997 mit dem Jazzkatten ausgezeichnet.

## Diskographische Hinweise
- Monday Date (1974)
- Åke Johansson Trio with Chet Baker & Toots Thielemans (Dragon, 1985) mit Kjell Jansson und Rune Carlsson
- Encore (1989)
- Cry Me a River (1995)
- The Spinning Top (1997)
- Back from Where We Came (1998)